# Peniocereus marianus
Peniocereus marianus là một loài thực vật có hoa trong họ Cactaceae. Loài này được (Gentry) Sánchez-Mej. mô tả khoa học đầu tiên năm 1962.